# Узитамак
Узитама́к (рос. Узытамак, башк. Уҙытамаҡ) — село у складі Чишминського району Башкортостану, Росія. Адміністративний центр Алкінської сільської ради.
Населення — 429 осіб (2010; 411 в 2002).
Національний склад:
- татари — 42 %
- башкири — 39 %